# Халадаш
Халадаш Сомбатхей ФК (в превод от унгарски: „Прогрес“) (на унгарски: Szombathelyi Haladás Futball Club, (унгарско произношение ˈsombɒthɛji ˈhɒlɒdaːʃ]) или просто Халадаш е унгарски футболен клуб от град Сомбатхей, област Ваш.

## История
Съвременната история на клуба започва през 1919 година. От момента на образуването си до 1935 година играе в низшите лиги. През 1936 година влиза за пръв път във висшата лига и още през същия сезон изпада. През следващите години още 10 пъти изпада: 1941, 1942, 1960, 1972, 1979, 1990, 1992, 1994, 2000, 2002 години. За това време клубът 9 пъти печели втората дивизия. През сезон 2007/08 отново влиза във висшата дивизия, където играе до 2018/19 след което отново изпада. През 2008/09 достига своя връх печелейки бронзовите медали в първенството на Унгария и правото да играе в Купата на УЕФА където отпада във втория кръг. През 2017 година отборът преминава на новия современен стадион „стадион „Халадаш спорткомплекс““ с капацитет 9859 зрители.

## Успехи
- Първа лига:
  -  Трето място (1): 2008/09
- Купа на Унгария по футбол:
  -  Финалист (3): 1975, 1993, 2002
- Втора лига:
  -  Победител (10): 1938/39, 1941/42, 1944/45, 1961/62, 1972/73, 1980/81, 1990/91, 1992/93, 1994/95, 2007/08

## Предишни имена
| Години      | Име                                                                                     |
| ----------- | --------------------------------------------------------------------------------------- |
| 1919 – 1926 | „Халадаш Сомбатхей Вашуташ Шпорт Егешюлет“ Szombathelyi Haladás Vasutas Sport Egyesület |
| 1926 – 1936 | „Сомбатхей МАВ“ Szombathelyi MÁV                                                        |
| 1936 – 1948 | „Халадаш Сомбатхей ВШЕ“ Szombathelyi Haladás VSE                                        |
| 1948 – 1951 | „Сомбатхей ВШЕ“ Szombathelyi VSE                                                        |
| 1951 – 1954 | „Локомотив Сомбатхей Шпортегешюлет“ Szombathelyi Lokomotív Sportegyesület               |
| 1954 – 1956 | „Торяквеш Сомбатхей“ Szombathelyi Törekvés                                              |
| 1956 – 1995 | „Халадаш Сомбатхей ВШЕ“ Szombathelyi Haladás VSE                                        |
| 1995 – 1997 | „Халадаш ВФК“ Haladás VFC                                                               |
| 1997 – 1997 | „Халадаш-Милош“ Haladás-Milos                                                           |
| 2000 – 2001 | „Халадаш“ Haladás                                                                       |
| 2001 – 2002 | „с. Оливер-Халадаш“ S. Oliver-Haladás                                                   |
| 2002 – 2004 | „Ломбард ФК Халадаш“ Lombard FC Haladás                                                 |
| 2004 – 2011 | „Халадаш Собатхей“ Szombathelyi Haladás                                                 |
| 2011 – 2012 | „Халадаш-Шопрон Банк“ Haladás-Sopron Bank                                               |
| 2012 – 2015 | „Халадаш Собатхей“ Szombathelyi Haladás                                                 |
| от 2015     | „Халадаш Сомбатхей-Свиетельски“ Szombathelyi-Swietelsky Haladás                         |

## Български футболисти
- Галин Иванов: 2019 - (13 мача - 2 гола)